# NGC 1298
NGC 1298 (другие обозначения — UGC 2683, MCG 0-9-62, ZWG 390.63, NPM1G −02.0115, PGC 12473) — эллиптическая галактика (E) в созвездии Эридан. Открыта Генрихом Луи Д’Арре в 1864 году. Описание Дрейера: «тусклый, довольно маленький объект круглой формы, к юго-западу расположена звезда 13-й величины».
Этот объект входит в число перечисленных в оригинальной редакции «Нового общего каталога».

## Характеристики
Галактику NGC 1298 можно наблюдать в телескоп в северной части созвездия Эридана, практически на границе с созвездием Кита. Невооружённым глазом её не видно. Лучшее время наблюдения — ноябрь. Галактика относится к морфологическому типу E и имеет поверхностную яркость 13,7. Эффективный радиус галактики равен 59400 парсек. NGC 1298 принадлежит к галактикам раннего типа; изучение таких, как она, помогает понять их фундаментальные параметры, соотношение в них тёмной и барионной материи, а также развитие молодой Вселенной.